# Slobodna Hrvatska 1991
Il Turnir "Slobodna Hrvatska" 1991 (Torneo "Croazia Libera" 1991), è stato un campionato non ufficiale organizzato dalla Federazione calcistica della Croazia chiamata a gestire la situazione nata dalla dissoluzione della Jugoslavia, della guerra in corso e dall'organizzare un nuovo sistema calcistico.

## Formula
Questa fu una competizione speciale, fu la prima a disputarsi dopo l'indipendenza della Croazia dalla Jugoslavia. Le squadre partecipanti furono sette e disputarono un turno di sola andata per un totale di 6 partite ciascuna. Un'ottava squadra, l'Osijek, si è ritirata poiché non ha potuto allenarsi a dovere. Hajduk Spalato, Cibalia, Sebenico e Dubrovnik che avevano titolo per partecipare, sono state escluse perché troppo vicine alle zone di guerra. 
Il torneo si svolse dal 26 ottobre al 14 dicembre 1991: le prime 3 giornate sono state disputate in ottobre nel nord del Paese a Varaždin, Čakovec, Ludbreg, Koprivnica e Krapina, mentre le rimanenti 4 sono state disputate a dicembre in Istria a Parenzo, Umago, Pola, Albona, Pasino e Rovigno.
La partita di apertura è stata Varteks-HAŠK Građanski (0-2) a Varaždin, mentre quella di chiusura Inker-Zadar (1-1) a Pola.

## Squadre
| Squadra          | Città    | Nome precedente       | Stagione 1990-91                       |
| ---------------- | -------- | --------------------- | -------------------------------------- |
| HAŠK Građanski   | Zagabria | Dinamo Zagabria       | 2° in Prva Liga                        |
| Osijek           | Osijek   |                       | 9° in Prva Liga                        |
| Rijeka           | Fiume    |                       | 15° in Prva Liga                       |
| NK Zagabria      | Zagabria |                       | 2° in Druga Liga                       |
| Zara             | Zara     |                       | 1° in Treća Liga - Ovest               |
| Inker Zaprešić   | Zaprešić | Jugokeramika Zaprešić | 2° in Treća Liga - Ovest               |
| Varteks Varaždin | Varaždin |                       | 6° in Treća Liga - Ovest               |
| Istria           | Pola     |                       | 4º in Republička Liga Hrvatska - Ovest |

- Nella Prva HNL 1992, oltre a queste squadre, si aggiungeranno Hajduk Spalato, Cibalia, Sebenico e Dubrovnik.

## Classifica finale
| Pos. | Squadra          | Pt       | G        | V        | N        | P        | GF       | GS       | DR       |
| ---- | ---------------- | -------- | -------- | -------- | -------- | -------- | -------- | -------- | -------- |
| 1    | Inker Zaprešić   | 9        | 6        | 3        | 3        | 0        | 11       | 5        | +6       |
| 2    | HAŠK Građanski   | 8        | 6        | 2        | 4        | 0        | 8        | 5        | +3       |
| 3    | Rijeka           | 7        | 6        | 2        | 3        | 1        | 10       | 5        | +5       |
| 4    | NK Zagabria      | 7        | 6        | 2        | 3        | 1        | 8        | 5        | +3       |
| 5    | Istria           | 5        | 6        | 2        | 1        | 3        | 9        | 7        | +2       |
| 6    | Zara             | 5        | 6        | 1        | 3        | 2        | 7        | 10       | -3       |
| 7    | Varteks Varaždin | 1        | 6        | 0        | 1        | 5        | 3        | 19       | -16      |
| 8    | Osijek           | Ritirato | Ritirato | Ritirato | Ritirato | Ritirato | Ritirato | Ritirato | Ritirato |

### Classifica marcatori
| Reti | Marcatore | Squadra |
| ---- | --------- | ------- |
| 5    | Jurčić    |         |
| 4    | Šestan    |         |
| 3    | Vlaović   |         |
| 3    | Lučan     |         |
| 3    | Ban       |         |